# Tapeta (budownictwo)

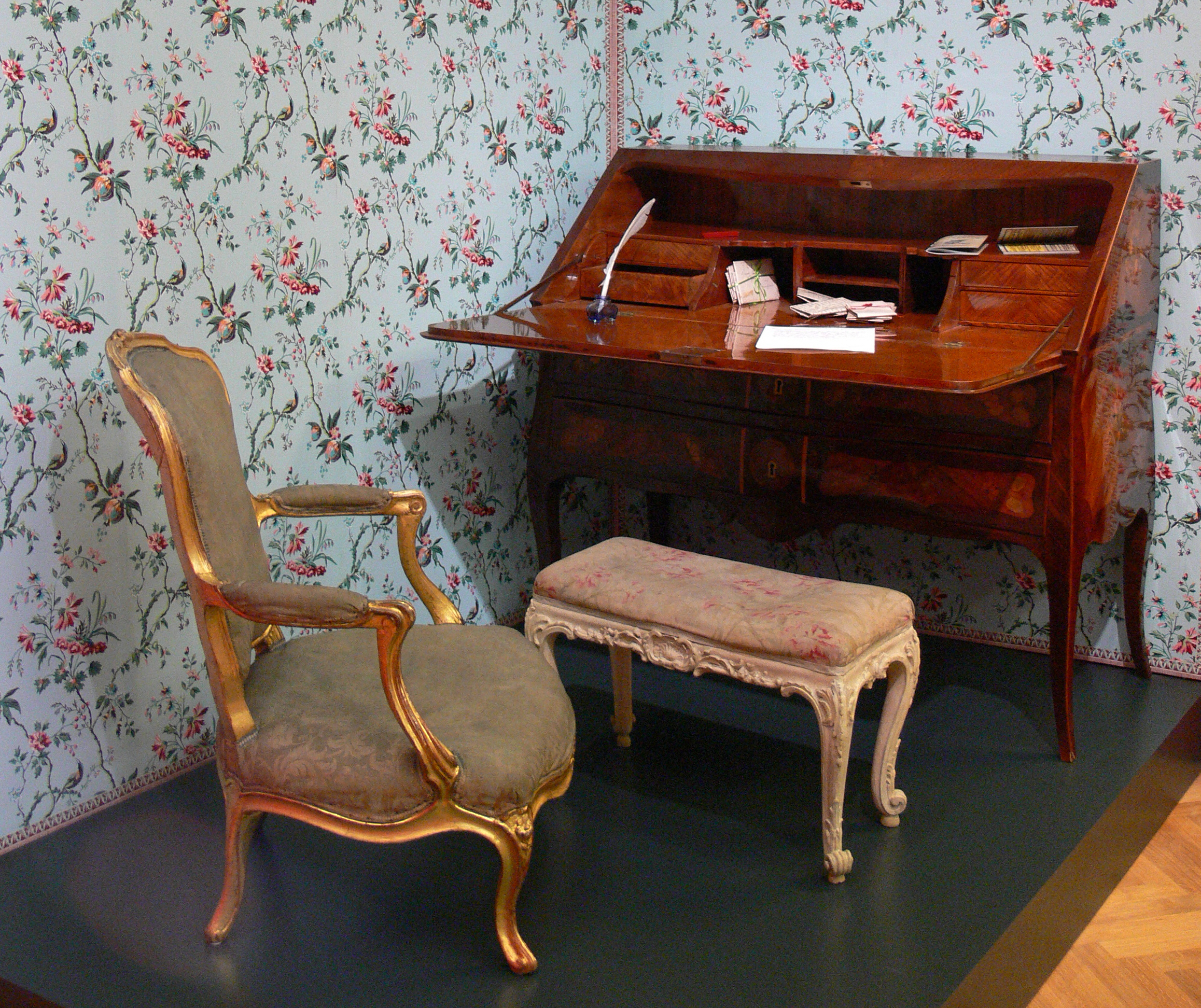
Tapeta ze wzorem kwiatowym (Reiss-Engelhorn-Museen, Mannheim)

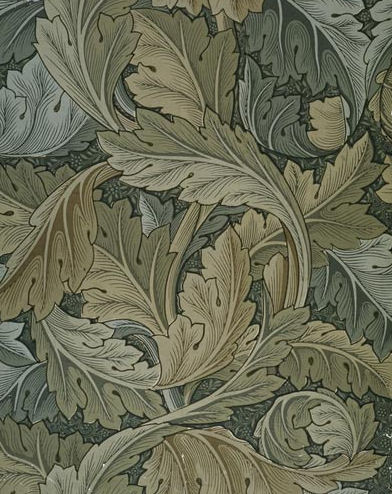
William Morris, projekt tapety z liśćmi akantu, 1875

Tapeta (tapeta ścienna) – materiał okładzinowy stosowany do oklejania wewnętrznych ścian w budownictwie mieszkaniowym i użyteczności publicznej, wykonywany z papieru, tkaniny, skóry lub tworzyw sztucznych. Współcześnie ozdobne, naklejane wykończenie ściany wewnętrznej budynku, najczęściej wykonane z papieru z nadrukowanym lub wytłoczonym wzorem, sprzedawane w rolkach (standardowo pasek tapety ma 53 cm szerokości i ok. 10 m długości). Żywotność tapety wynosi od kilku do ok. 10 lat. W zależności od rodzaju, tapety nie tylko dekorują wnętrza, ale również dają możliwość ukrycia nierówności i wad ścian, wyciszają i ocieplają pomieszczenia,  a także ułatwiają utrzymanie czystości ścian.

## Rodzaje
Klasyfikacja tapet ze względu na rodzaj materiału: 
- Papierowe – w całości wykonane z papieru typu duplex (wielowarstwowy papier nadający się do zadrukowania lub uszlachetniania). Najmniej trwałe tapety, nieodporne na wilgoć i zabrudzenia, polecane do rzadziej uczęszczanych pomieszczeń (np. sypialni).
- Winylowe[3] – tapety, w których papierową wierzchnią warstwę powleka się spienionym winylem (pasta z polichlorku winylu) lub cienką folią z plastyfikowanego polichlorku winylu, co czyni je odporniejsze na uszkodzenia i zabrudzenia[2]. Powierzchnia tapety powinna być jednolicie moletowana, o wyraźnie wytłoczonym wzorze na powierzchni. W zależności od rodzaju winylu i techniki jego nakładania na papier uzyskuje się większą lub mniejszą zmywalność tapety. Niektóre z nich można myć wodą i detergantami.
- Flizelinowe – spodnią warstwą nie jest papier, a flizelina. Tapety flizelinowe są wytrzymalsze niż np. papierowe, oprócz tego potrafią kryć nierówności ściany do 4 mm. Są one w wymiarach standardowych lub dwa razy szersze, czyli 1,06 m.
- Reliefowe – składają się z papieru pokrytego trójwymiarowym nadrukiem. Z reguły wykazują wysoką odporność na wilgoć i zabrudzenia, dlatego są polecane do kuchni itp.
- Szklane[4] – specjalny rodzaj tapet wykonywanych z włókien szklanych, gdzie w procesie tkania powstaje materiał o różnych wzorach. Szklana tkanina jest nasycana specjalną preparacją, która nadaje tzw. chwyt papierowy i zabezpiecza tapetę przed nasiąkaniem wodą. Tapety z włókien szklanych są niepalne, mogą być malowane i przyklejane na dowolne powierzchnie (beton, płyta kartonowa-gipsowa, metal, drewno itp.). Stosowane są nie tylko w celu dekoracji ścian, ale również, by zakryć pęknięcia i zniwelować nierówności powierzchni.
- Fototapety – rodzaj tapet (najczęściej papierowych lub fizelinowych), na które nadrukowuje się fotografie (często przedstawiające krajobrazy, zwierzęta, ludzi itp.).

## Zastosowanie
Tapety stosowane do robót tapeciarskich muszą odpowiadać wymaganiom norm państwowych lub świadectw dopuszczających je do stosowania w budownictwie. Do przyklejania tapet powinny być stosowane kleje roślinne lub syntetyczne, produkowane w postaci bezwonnych proszków, łatwo rozpuszczalnych w wodzie. Temperatura w pomieszczeniu, w którym będą wykonywane roboty tapeciarskie powinna wynosić co najmniej +10 °C. 
Tapety ścienne przykleja się na suche, gładkie i oczyszczone podłoże. Pierwszym krokiem jest usunięcie pozostałości starych tapet (jeśli są), grudek farb i innych materiałów. Dziury większe niż 2 mm należy zakleić szpachlą, a powierzchnię pokryte farbą umyć detergentem z wodą. Następnie należy podłoże zagruntować rozcieńczonym klejem. Jeśli podłożem jest metal należy je pomalować farbą podkładową antykorozyjną. Przed klejeniem właściwym należy wykonać próbę na niewielkiej powierzchni. Tapetę przycina się nożycami lub nożem, zawsze zostawiając zapas ok. 10 cm. Klej należy nakładać wałkiem malarskim lub pędzlem bezpośrednio na podłoże. Techniki kładzenia i rodzaje wykorzystywanych szpachli czy klejów różnią się w zależności od rodzaju tapety i powierzchni.  

## Historia
Tapety znano w Europie w XVI wieku, a ich znaczący rozwój i rozpowszechnienie miały miejsce w XVIII wieku, pod wpływem tapet sprowadzanych z Chin. Początkowo malowano je ręcznie, od około połowy XVIII wieku wzory odbijano z klocków drzeworytniczych. Pod koniec wieku zastosowano druk maszynowy. Wraz z rozwojem produkcji tapet powstawały ośrodki ich produkcji: we Francji i Anglii (ok. połowy XVIII), Holandii i Niemczech. Wiodącą manufakturą francuską była wytwórnia Réveillon w Paryżu, będąca od 1786 manufakturą królewską. Już od XVIII wieku projektowaniem tapet zajmowali się uznani artyści, tacy jak François Boucher, a potem np. William Morris. Tapety upowszechniły się w XIX i XX wieku. Obecnie tapetowanie ścian jest popularne na całym świecie, a dzięki udoskonalaniu technik druku ilustrowanego można produkować tapety z wielu tworzyw, przedstawiające dowolne wzory i faktury.